# Hrnčiarska Ves
Hrnčiarska Ves (em húngaro: Cserepes) é um município da Eslováquia, situado no distrito de Poltár, na região de Banská Bystrica. Tem 25,78 km² de área e sua população em 2018 foi estimada em 962 habitantes.

## Demografia
| Ano:        | 1994 | 2004   | 2014   | 2024   |
| ----------- | ---- | ------ | ------ | ------ |
| Broj ljudi: | 908  | 938    | 1006   | 936    |
| Razlika:    |      | +3,30% | +7,24% | -6,95% |

| Ano:               | 2023 | 2024   |
| ------------------ | ---- | ------ |
| Número de pessoas: | 932  | 936    |
| Diferença:         |      | +0,42% |